# Rumeliana Boncheva
Rumeliana Boncheva –en búlgaro, Румеляна Бончева– (Varna, 25 de abril de 1957) es una deportista búlgara que compitió en remo.
Participó en los Juegos Olímpicos de Moscú 1980, obteniendo una medalla de bronce en la prueba de cuatro scull con timonel. Ganó tres medallas en el Campeonato Mundial de Remo entre los años 1977 y 1979.

## Palmarés internacional
| Juegos Olímpicos   | Juegos Olímpicos          | Juegos Olímpicos  | Juegos Olímpicos         |
| Año                | Lugar                     | Medalla           | Prueba                   |
| ------------------ | ------------------------- | ----------------- | ------------------------ |
| 1980               | Moscú (URSS)              | Medalla de bronce | Cuatro scull con timonel |
| Campeonato Mundial |                           |                   |                          |
| Año                | Lugar                     | Medalla           | Prueba                   |
| 1977               | Ámsterdam (Países Bajos)  | Medalla de bronce | Cuatro scull con timonel |
| 1978               | Cambridge (Nueva Zelanda) | Medalla de oro    | Cuatro scull con timonel |
| 1979               | Bled (Yugoslavia)         | Medalla de plata  | Cuatro scull con timonel |